# Oklahoma City Thunder
Oklahoma City Thunder  je basketbalový tým hrající severoamerickou ligu National Basketball Association. Patří do Severozápadní divize Západní konference NBA. Sídlí ve městě Oklahoma City v Oklahomě. Pod původním názvem Seattle SuperSonics byl založen roku 1967. Od jeho přestěhování do Oklahomy (2008) nese název Oklahoma City Thunder.

## Úspěchy
Když započítáme i jeho předchůdce Seattle SuperSonics, tak se tým celkem 4x zúčastnil Finále NBA (1978, 1979, 1996 a 2012) a jednou zvítězil (1979).

## Týmové rekordy
Body : 54 – Kevin Durant – 18. ledna 2014
Doskoky : 20 – Serge Ibaka – 7. března 2012
Asistence : 16 – Russell Westbrook – 4. dubna 2010
Získané míče : 7 – Russell Westbrook – 27. ledna 2012
Bloky : 11 – Serge Ibaka – 19. února 2012

## Statistika týmu v NBA
| Sezóna                | Výhry | Prohry | %    | Účast v play-off                                                | Výsledky v play-off                                                              |
| --------------------- | ----- | ------ | ---- | --------------------------------------------------------------- | -------------------------------------------------------------------------------- |
| Oklahoma City Thunder |       |        |      |                                                                 |                                                                                  |
| 2008–09               | 23    | 59     | 28,0 |                                                                 |                                                                                  |
| 2009–10               | 50    | 32     | 61,0 | První kolo                                                      | 2:4 Los Angeles Lakers                                                           |
| 2010–11               | 55    | 27     | 67,1 | První kolo Konferenční semifinále Konferenční finále            | 4:1 Denver Nuggets 4:3 Memphis Grizzlies 1:4 Dallas Mavericks                    |
| 2011–12               | 47    | 19     | 71,2 | První kolo Konferenční semifinále Konferenční finále Finále NBA | 4:0 Dallas Mavericks 4:1 Los Angeles Lakers 4:2 San Antonio Spurs 1:4 Miami Heat |
| 2012–13               | 60    | 22     | 73,2 | První kolo Konferenční semifinále                               | 4:2 Houston Rockets 1:4 Memphis Grizzlies                                        |
| 2013–14               | 59    | 23     | 72,0 | První kolo Konferenční semifinále Konferenční finále            | 4:3 Memphis Grizzlies 4:2 Los Angeles Clippers 2:4 San Antonio Spurs             |
| 2014–15               | 45    | 37     | 54,9 |                                                                 |                                                                                  |
| 2015–16               | 55    | 27     | 67,1 | První kolo Konferenční semifinále                               | 4:1 Dallas Mavericks San Antonio Spurs                                           |
| Celkem                | 2139  | 1831   | 53,9 |                                                                 |                                                                                  |
| Play-off              | 151   | 144    | 51,1 | 1 vítězství                                                     | 1 vítězství                                                                      |